# Rasco
Rasco, de son vrai nom Kieda Brewer, né le 10 septembre 1970 à San Mateo en Californie, est un rappeur américain. Il est également membre du groupe Cali Agents avec Planet Asia.

## Biographie
Rasco est né à San Mateo, en Californie. Son nom de scène Rasco est un acronyme de Realistic, Ambitious, Serious, Cautious, and Organized. Il lance initialement sa carrière musicale en 1991 au sein du groupe Children of One Destiny, devenu par la suite Various Blend, aux côtés de Friz-B et Eb.F. En 1995, le trio publie un single local intitulé Chill as I Flex ; cependant, l'année suivante, en 1996, le groupe est pénalisé par le départ de Rasco qui décide de lancer sa carrière solo.
En 1997, il publie son single The Unassisted grâce auquel il se popularise et atteint la première place du classement Bay Area Hip-Hop Coalition, la première place dans le classement hip-hop indépendant du magazine Hits, et la première place de l'émission de radio Wake Up Show animée par Sway and King Tech pendant quatre semaines consécutives. Il publie son premier album, Time Waits for No Man, le 21 juillet 1998 sur le label Stones Throw. Il fait participer Paul Nice, Peanut Butter Wolf, et Evidence du groupe Dilated Peoples à la production. Rasco publie par la suite son EP intitulé The Birth le 12 juillet 1999. C'est sur cet EP qu'il collabore pour la première fois avec le rappeur Planet Asia. Au début des années 2000, Planet Asia et Rasco forment le groupe Cali Agents et lancent ensemble leur premier album, How the West Was One le 13 juin 2000 qui atteint la 36e place des Billboard Hot Rap Singles.
Rasco met un terme à son contrat avec Stones Throw, signe au label Copasetik et publie son troisième album Hostile Environment le 14 août 2001 et Presents Hip-Hop Classics, Vol. 1 en 2003. Cependant, il quitte peu après Copasetik pour former son propre label Pocketslinted, en 2004. Cette même année, il publie les compilations 20,000 Leagues Under the Street, Vol. 1 et Minority Report, suivi de son nouvel album The Dick Swanson Theory le 29 novembre 2005.

## Discographie

### Albums studio
- 1998 : Time Waits for No Man
- 1999 : The Birth
- 2001 : Hostile Environment
- 2003 : Escape From Alcatraz
- 2004 : The Minority Report
- 2005 : The Dick Swanson Theory

### Albums collaboratifs
- 2003 : Rasco & Cali Agents - Hip Hop Classics Vol 1. (avec Cali Agents)
- 2010 : DJ Wich, Rasco - The Untouchables (Al Capone's Vault) (avec DJ Winch)

### Compilations
- 2000 : 20,000 Leagues Under The Street - Volume I
- 2001 : Ice Breakers the Collection